# 含笑小煤炱
含笑小煤炱（学名：Meliola micheliae）是属于小煤炱目小煤炱科小煤炱属的一种真菌，寄生在木兰属植物上。该种分布于中国、斯里兰卡。